# OR2AG1
OR2AG1 (англ. Olfactory receptor family 2 subfamily AG member 1 (gene/pseudogene)) – білок, який кодується однойменним геном, розташованим у людей на короткому плечі 11-ї хромосоми. Довжина поліпептидного ланцюга білка становить 316 амінокислот, а молекулярна маса — 35 270.
| 10         |  | 20         |  | 30         |  | 40         |  | 50         |
| ---------- |  | ---------- |  | ---------- |  | ---------- |  | ---------- |
| MELWNFTLGS |  | GFILVGILND |  | SGSPELLCAT |  | ITILYLLALI |  | SNGLLLLAIT |
| MEARLHMPMY |  | LLLGQLSLMD |  | LLFTSVVTPK |  | ALADFLRREN |  | TISFGGCALQ |
| MFLALTMGGA |  | EDLLLAFMAY |  | DRYVAICHPL |  | TYMTLMSSRA |  | CWLMVATSWI |
| LASLSALIYT |  | VYTMHYPFCR |  | AQEIRHLLCE |  | IPHLLKVACA |  | DTSRYELMVY |
| VMGVTFLIPS |  | LAAILASYTQ |  | ILLTVLHMPS |  | NEGRKKALVT |  | CSSHLTVVGM |
| FYGAATFMYV |  | LPSSFHSTRQ |  | DNIISVFYTI |  | VTPALNPLIY |  | SLRNKEVMRA |
| LRRVLGKYML |  | PAHSTL     |  |            |  |            |  |            |

A: Аланін

C: Цистеїн

D: Аспарагінова кислота

E: Глутамінова кислота

F: Фенілаланін

G: Гліцин

H: Гістидин

I: Ізолейцин

K: Лізин

L: Лейцин

M: Метіонін

N: Аспарагін

P: Пролін

Q: Глутамін

R: Аргінін

S: Серин

T: Треонін

V: Валін

W: Триптофан

Кодований геном білок за функціями належить до рецепторів, g-білокспряжених рецепторів, білків внутрішньоклітинного сигналінгу. 
Локалізований у клітинній мембрані.